# Охотничье (Ялта)
Охо́тничье (также Ай-Петри; укр. Охотниче, крымскотат. Ohotniçye, Охотничье) — посёлок, посёлок на южном берегу Крыма. Входит в городской округ Ялта Республики Крым (согласно административно-территориальному делению Украины — Ялтинский горсовет Автономной Республики Крым, в состав Ливадийского поссовета, по украинскому законодательству — горный населённый пункт), площадь посёлка 38,2 гектара.

## Современное состояние
На 2020 год в Охотничьем числится 3 улицы: Ай-Петринская, Артура Григоряна и Бахчисарайское шоссе; на 2009 год, по данным поссовета, посёлок занимало площадь 35,8 гектара на которой проживало более 32 человека.

## География
Расположен в 21 км на запад от Ялты (в 19 км от Ливадии), на шоссе 35К-020 Бахчисарай — Ялта (по украинской классификации — Т-0117), на территории Ялтинского заповедника, на вершине Ай-Петри, у скалы Шишко — известной смотровой площадки. Самое высокогорное поселение в Крыму — высота центра посёлка над уровнем моря 1160 м.

## История
Время образования поселения пока не установлено, в справочнике 1968 года Охотничье ещё не записано, но уже числится в труде «Історія міст і сіл Української РСР.» 1974 года. По данным переписи 1989 года в селе проживало 83 человека. С 12 февраля 1991 года селение в составе восстановленной Крымской АССР, 26 февраля 1992 года переименованной в Автономную Республику Крым. С 21 марта 2014 года в составе Крыма аннексировано Россией, с 5 июня 2014 года — в Городском округе Ялта.

## Население
| 2001 | 2014 | 2016 |
| ---- | ---- | ---- |
| 34   | ↘17  | ↘15  |